# Khu kinh tế Năm Căn
Khu kinh tế Năm Căn là một khu kinh tế được thành lập vào giữa năm 2010 tại huyện Năm Căn, phía Nam tỉnh Cà Mau nhằm mục đích phát huy lợi thế địa lý trên Quốc lộ 1, để tạo ra một động lực phát triển kinh tế - xã hội cho tỉnh Cà Mau và cho các tỉnh phía Nam đồng bằng sông Cửu Long Việt Nam nói chung.

## Tổng quan
Khu kinh tế Năm Căn nằm dọc theo hành lang trục Quốc lộ 1, có diện tích tự nhiên 11.000 ha, thuộc địa bàn huyện Năm Căn bao gồm thị trấn Năm Căn, xã Hàm Rồng, xã Hàng Vịnh và ấp Ông Do của xã Đất Mới.
Mục tiêu phát triển của khu kinh tế Năm Căn là khai thác tối đa lợi thế về điều kiện tự nhiên, vị trí địa lý kinh tế và chính trị trong giao thương, dịch vụ quốc tế và trong nước, thúc đẩy phát triển kinh tế - xã hội tỉnh Cà Mau và khu vực đồng bằng sông Cửu Long nhằm góp phần thu hẹp khoảng cách khu vực này với các vùng khác ở Việt Nam.
Theo định hướng, sẽ xây dựng và phát triển khu kinh tế Năm Căn với các ngành chủ chốt là công nghiệp cơ khí, đóng mới sửa chữa tàu biển, lắp ráp máy, điện tử, công nghiệp chế biến hàng thủy sản xuất khẩu, công nghiệp và dịch vụ dầu khí, may mặc, vật liệu xây dựng,...
Khu kinh tế Năm Căn bao gồm 2 khu chức năng chính là khu phi thuế quan và khu thuế quan. Trong đó, khu thuế quan có các khu chức năng như: khu cảng và dịch vụ hậu cần cảng, các khu công nghiệp, khu du lịch, nghỉ dưỡng, vui chơi giải trí, khu phân bố và các vùng nuôi trồng thủy sản và rừng, khu dân cư đô thị, khu hành chính.
Dự kiến đến hết năm 2011 sẽ hoàn thành công tác quy hoạch chung và quy hoạch chi tiết xây dựng các khu chức năng của KKT. Từ năm 2012 - 2015, tập trung xây dựng kết cấu hạ tầng KKT. Giai đoạn 2016 - 2020, hoàn thiện đầu tư xây dựng kết cấu hạ tầng, tập trung thu hút dự án đầu tư phát triển sản xuất kinh doanh.